# Guido Westerwelle
 (juillet 2022).
Si vous disposez d'ouvrages ou d'articles de référence ou si vous connaissez des sites web de qualité traitant du thème abordé ici, merci de compléter l'article en donnant les références utiles à sa vérifiabilité et en les liant à la section « Notes et références ».
Guido Westerwelle, né le 27 décembre 1961 à Bad Honnef et mort le 18 mars 2016 à Cologne, est un homme politique allemand membre du Parti libéral-démocrate (FDP).
Après avoir été président des Jeunes libéraux (JuLis) de 1983 à 1988, il est nommé en 1994 secrétaire général fédéral du FDP par le président de l'époque, Klaus Kinkel, et confirmé l'année suivante par son successeur, Wolfgang Gerhardt, à qui il succède en 2001 à la tête du parti. Au cours de son mandat de secrétaire général, il a notamment dirigé la rédaction du « programme de Wiesbaden », qui constitue alors le nouveau programme politique fondamental des libéraux-démocrates.
En 2002, il mène campagne sous le titre de « candidat à la chancellerie », habituellement réservé à la CDU/CSU et au SPD, et se fixe comme objectif d'atteindre 18 % des voix. Malgré un résultat inférieur d'environ dix points, il conserve la tête du FDP et le conduira de nouveau pour les élections de 2005, où il obtient un résultat en hausse mais insuffisant pour assurer la formation d'une nouvelle coalition noire-jaune. Angela Merkel prenant la tête d'une grande coalition, il se retrouve chef de l'opposition, une première pour un libéral depuis 1966.
À nouveau chef de file du FDP en 2009, il revient aux sources du libéralisme économique en axant sa campagne sur la baisse de l'impôt sur le revenu, la dérégulation et la réduction du rôle de l'État fédéral. Au cours du scrutin, le parti conserve sa troisième place grâce à un score historique de plus de 14 % des suffrages. Ce résultat cette fois est suffisant pour former une alliance majoritaire avec la CDU/CSU, et il est nommé peu après vice-chancelier et ministre fédéral des Affaires étrangères.
En 2011, les déboires électoraux du FDP et les critiques internes le poussent à renoncer à la présidence du parti. Il meurt d'un cancer cinq ans plus tard.
Il est en outre connu pour être, avec Klaus Wowereit et Ole von Beust, l'une des personnalités politiques allemandes de premier plan ouvertement homosexuelles.

## Biographie

### Formation et carrière
Après sa scolarité à Oberdollendorf, Königswinter et Bonn et l’obtention de l’Abitur en 1980, Guido Westerwelle étudie le droit à l’université rhénane Frédéric-Guillaume de Bonn. Il est reçu au premier examen d’État en droit en 1987 et au deuxième en 1991. En 1994, il devient docteur en droit de l’université par correspondance de Hagen.
Il est avocat depuis 1991, d’abord à Bonn.

### Vie privée

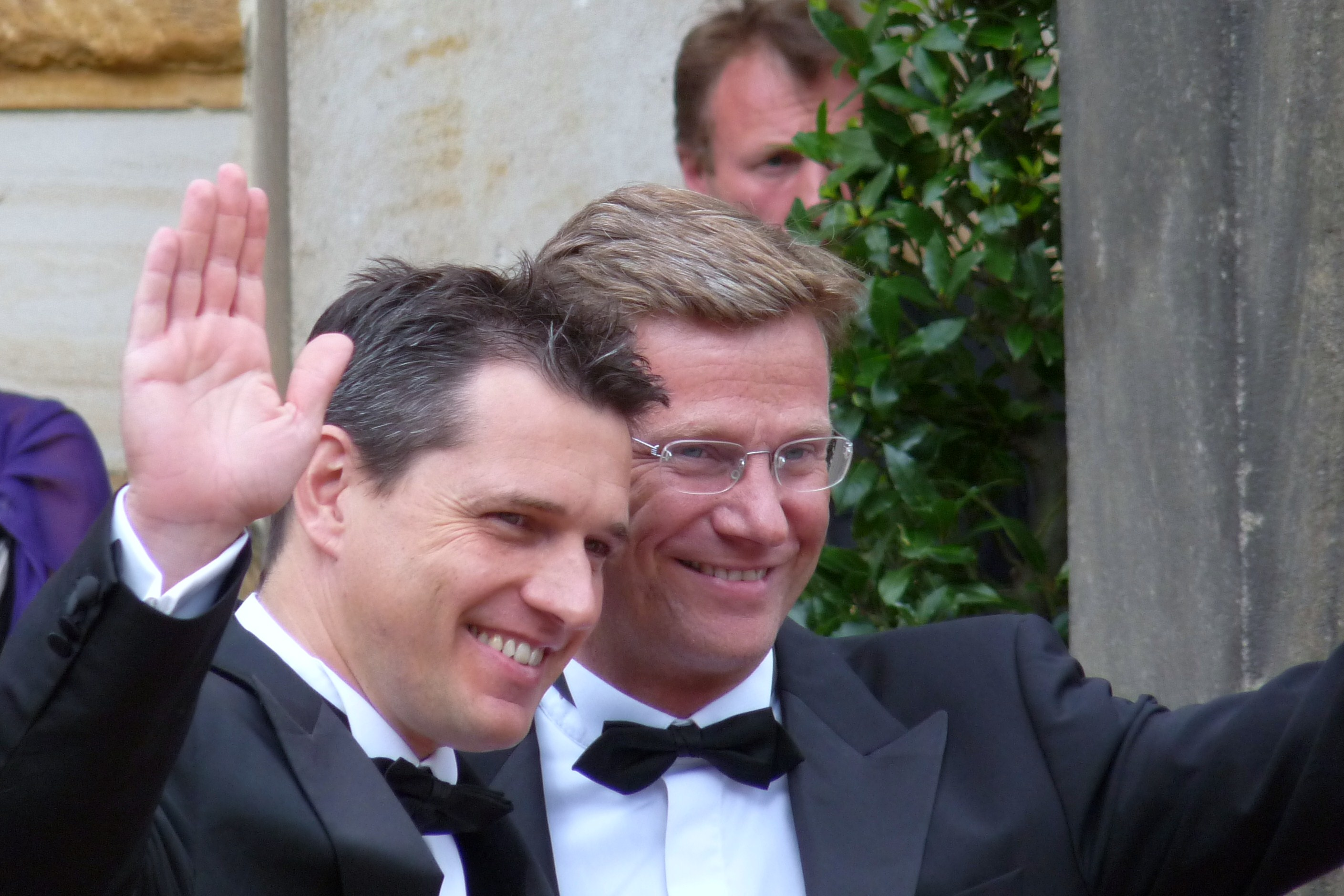
Guido Westerwelle et Michael Mronz en 2009.

Guido Westerwelle est fils de juristes : son père, qui l’a élevé, est avocat, et sa mère est juge.
Le 20 juillet 2004, il apparaît au cinquantième anniversaire d’Angela Merkel aux côtés de son compagnon Michael Mronz, reconnaissant ainsi publiquement son homosexualité. Michael Mronz, un homme d’affaires de Cologne, est à la tête du concours hippique international officiel (CHIO) allemand à Aix-la-Chapelle ; c’est le frère de l’ancien joueur de tennis Alexander Mronz. D’autres personnalités politiques de premier plan, comme le social-démocrate Klaus Wowereit, Bourgmestre-gouverneur de Berlin, et le chrétien-démocrate Ole von Beust, premier maire de Hambourg, avaient déjà rendu publique leur homosexualité.
Les deux hommes contractent finalement une union civile (sous la forme d'un « partenariat enregistré ») le 17 septembre 2010 à Bonn, dans un cadre strictement privé.
Il est nommé Cravate de l’année (Krawattenmann des Jahres (de)) en 2001.
Le 18 mars 2016, il meurt à l'âge de 54 ans des suites d'une leucémie. Il est enterré au Melaten-Friedhof de Cologne.

### Carrière politique

#### Au sein du FDP: des JuLis à la présidence fédérale

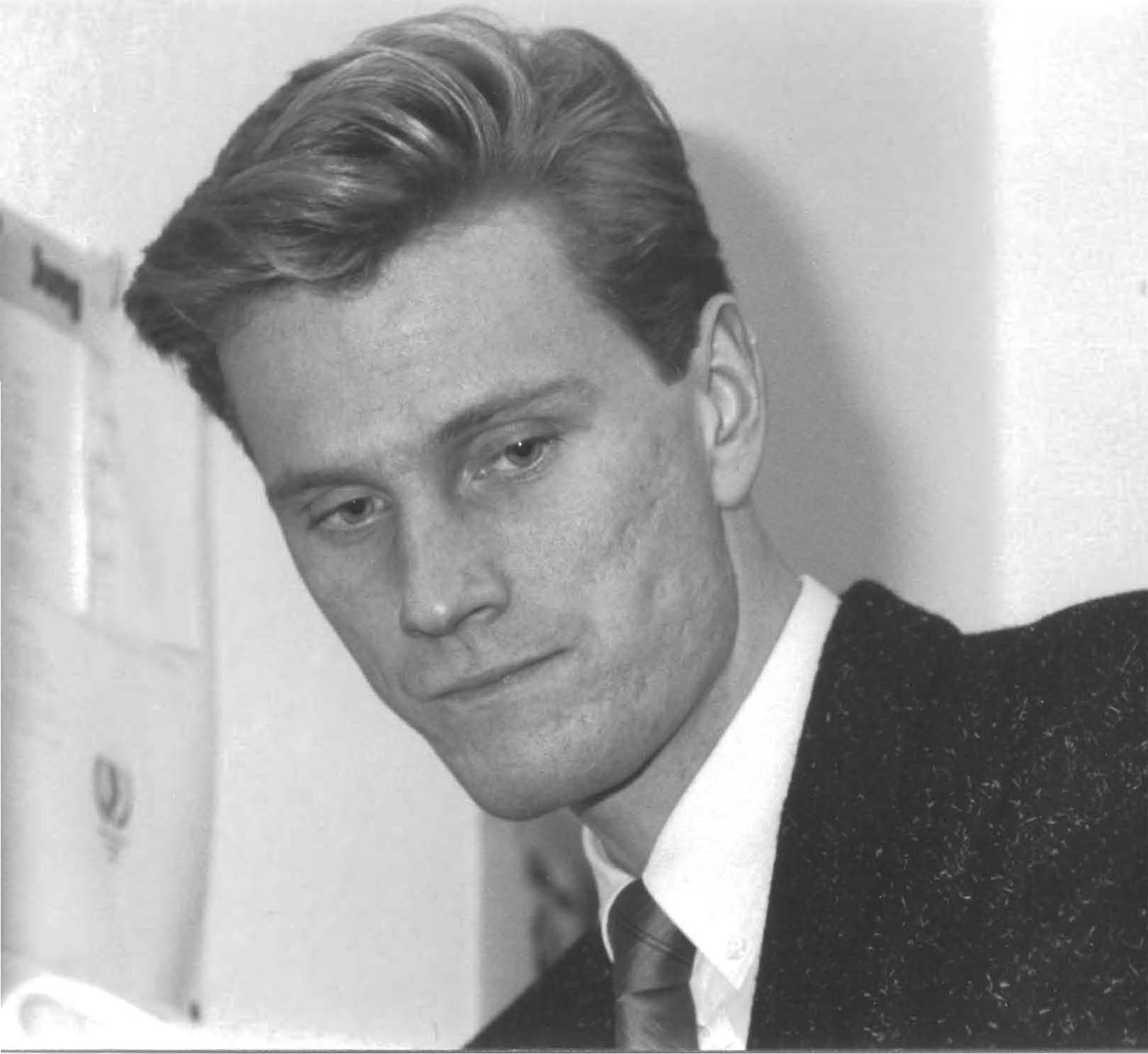
Guido Westerwelle en 1982.

Guido Westerwelle adhère au Parti libéral-démocrate (FDP) en 1980, et est cette même année l’un des cofondateurs des Jeunes libéraux (JuLis). Les JuLis deviennent, trois ans plus tard, l’organisation de jeunesse officielle du FDP en remplacement des Jeunes Démocrates (de), qui continuent de promouvoir le libéralisme de gauche ayant fait le succès de la coalition sociale-libérale fédérale. Westerwelle succède alors à Hans-Joachim Otto au poste de président fédéral de l’organisation, qu’il conservera jusqu’en 1988.

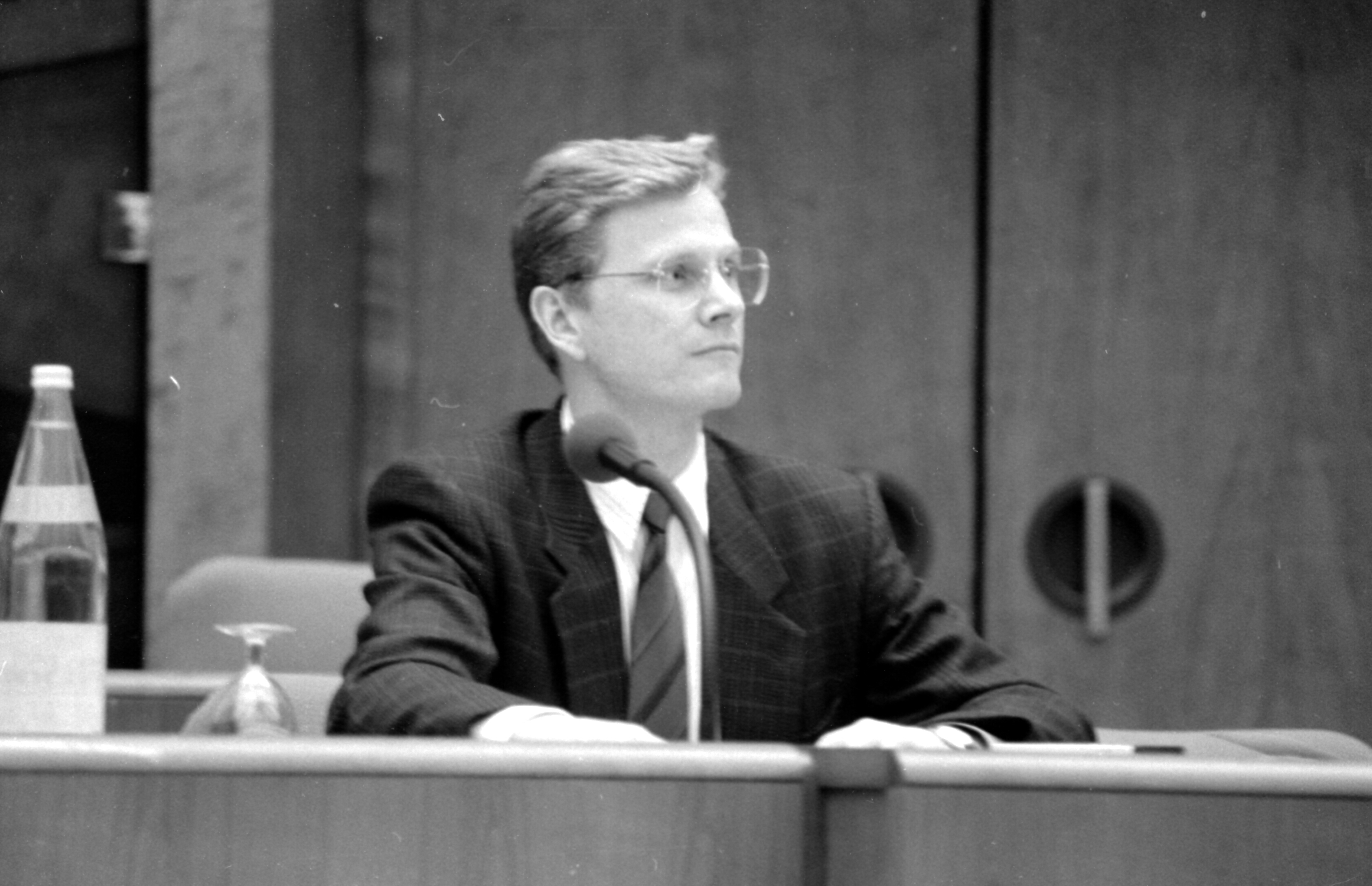
Guido Westerwelle en 1988.

Cette même année, il entre à la présidence fédérale du parti, puis il est élu, en 1993, président de la section de Bonn, un poste qu'il quitte en 1999. En 1994, il est nommé secrétaire général fédéral du FDP par le président Klaus Kinkel, et se voit confirmé l'année suivante par Wolfgang Gerhardt, qui vient de succéder à Kinkel. Au cours de son mandat, il prend la tête de la commission programmatique, chargée de rédiger le nouveau programme politique fondamental du parti. Celui-ci sera adopté en 1997, lors du congrès fédéral de Wiesbaden.
Entré au Bundestag le 8 février 1996 en tant que suppléant d'un député fédéral de Rhénanie-du-Nord-Westphalie, Guido Westerwelle est élu président fédéral du Parti libéral-démocrate le 4 mai 2001, lors du congrès fédéral de Düsseldorf. Il est alors âgé de 39 ans, ce qui fait de lui le plus jeune président du parti au moment de son élection. Il fait de la politique économique et éducative le thème principal du FDP, et vise à faire du parti une « alternative indépendante à la CDU/CSU et aux rouges-verts », sans établir de relation de subordination avec l’un des deux grands partis.

#### Les élections de 2002: candidat à la chancellerie

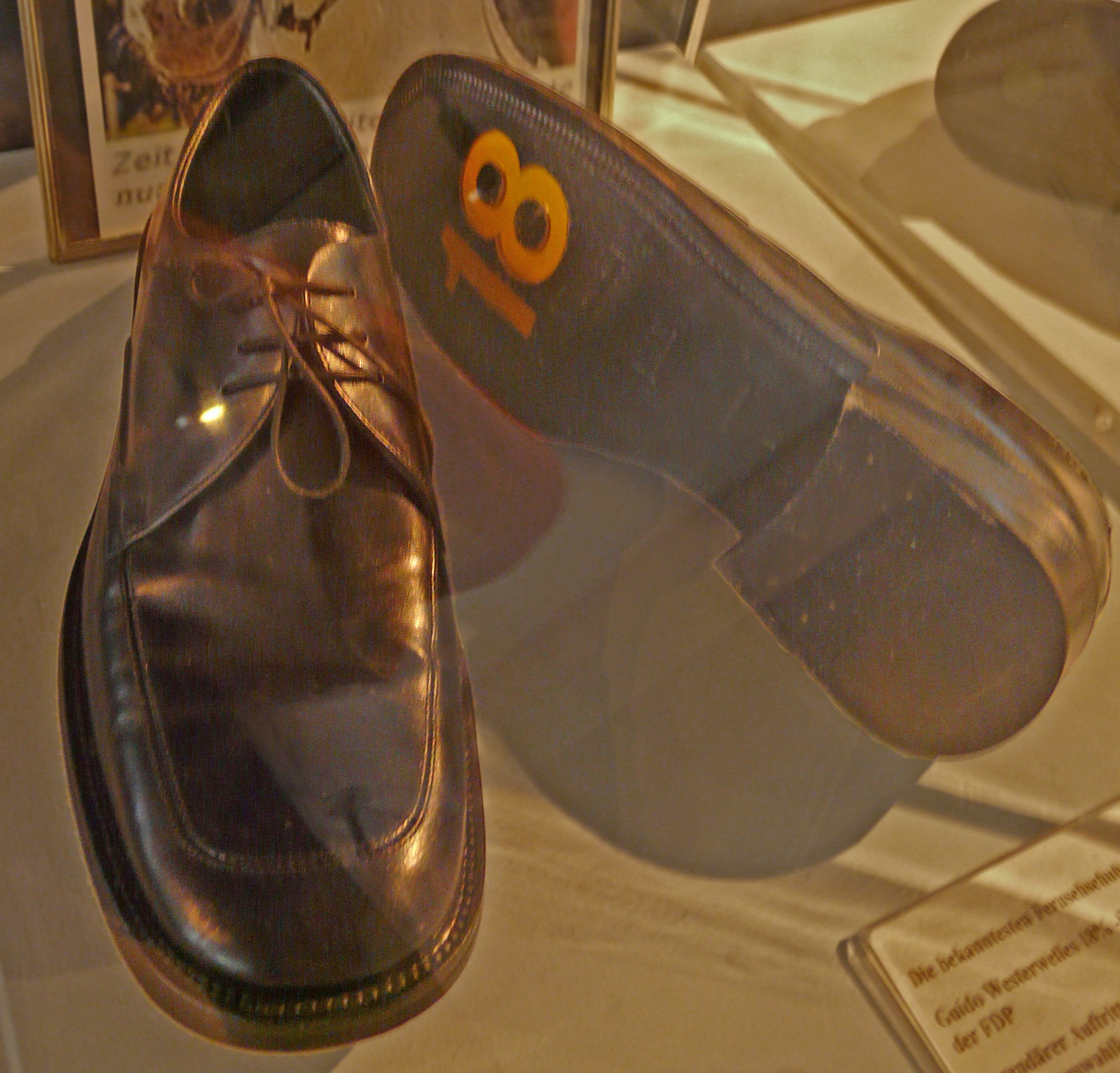
Les chaussures portées par Guido Westerwelle en 2002, frappées du score à atteindre.

Les élections fédérales de 2002 voient la tentative de M. Westerwelle de réaliser les ambitions nouvelles de son parti : il fait connaître l’objectif de 18 % des voix – un objectif ambitieux au regard des résultats habituels du parti. Il est désigné comme « candidat à la chancellerie » (Kanzlerkandidat) du FDP, alors que les libéraux-démocrates n’avaient jamais employé ce terme utilisé pour désigner les têtes de liste des deux grands partis. Il emploie des méthodes de campagne perçues comme plus modernes pour attirer l’électorat jeune, en se déplaçant dans un camping-car spécialement aménagé, le « Guidomobil », et en apparaissant dans l’émission télévisée Big Brother. Cette attitude lui vaut d'être critiqué tant à l'intérieur qu'à l'extérieur de son parti, lui étant reproché de trop s'axer sur les relations publiques au détriment des questions de fond et du projet politique. Lors du vote, le FDP reçoit 7,4 % des voix, soit plus d’un point de plus qu’en 1998, mais plus de dix points de moins que l’objectif affiché. M. Westerwelle lui-même reçoit 14 % des premières voix dans la circonscription de Cologne, et est réélu sur la liste de Rhénanie-du-Nord-Westphalie. Malgré les critiques formulées durant la campagne et ce score en deçà de ses prévisions, il est réélu président du parti avec 79,8 % des voix en 2003, et de nouveau avec 80,1 % en 2005.

#### Les élections de 2005: la remontée du FDP
Après les élections régionales de 2005 en Rhénanie-du-Nord-Westphalie, Land le plus peuplé et considéré comme le poumon économique de l'Allemagne, qui voient la victoire, après 39 ans de pouvoir au SPD, d'une coalition CDU/FDP, il se prononce en faveur de la dissolution du Bundestag. Il est tête de liste du FDP lors des élections fédérales anticipées organisées alors à l’automne. Il présente d'ailleurs très tôt son programme, dès le 24 juillet 2005, soit avant toutes les autres forces politiques. Guido Westerwelle reçoit 8,7 % des premières voix dans la circonscription de Bonn, et est réélu au scrutin proportionnel. Si le FDP améliore encore son score de 2002 au scrutin de liste, avec 9,8 % des suffrages exprimés (2,5 points de plus) et 61 sièges sur 614 (14 élus de plus), il n'est pas en position de sécuriser une majorité absolue à l'alliance prévue entre son parti et la CDU/CSU (qui totalisent 226 députés). Il refuse également la proposition du chancelier sortant Gerhard Schröder de rejoindre son ancienne majorité rouge-verte formée du SPD et d'Alliance 90 / Les Verts, désormais insuffisante pour lui permettre de conserver le pouvoir, pour former une coalition dite en feu tricolore. Il décide donc de s'inscrire dans l'opposition à la grande coalition dirigée par Angela Merkel, devenant l'une des voix les plus critiques contre le nouveau gouvernement. Après les élections de 2005, il s’accorde avec Wolfgang Gerhardt pour lui succéder à la présidence du groupe parlementaire du FDP en mai 2006. Il est élu à ce poste le 1er mai 2006, mais avec moins de voix que M. Gerhardt lors de sa propre élection, une partie du groupe s’étant rebellée.

#### Les élections de 2009: un résultat historique et le retour au pouvoir

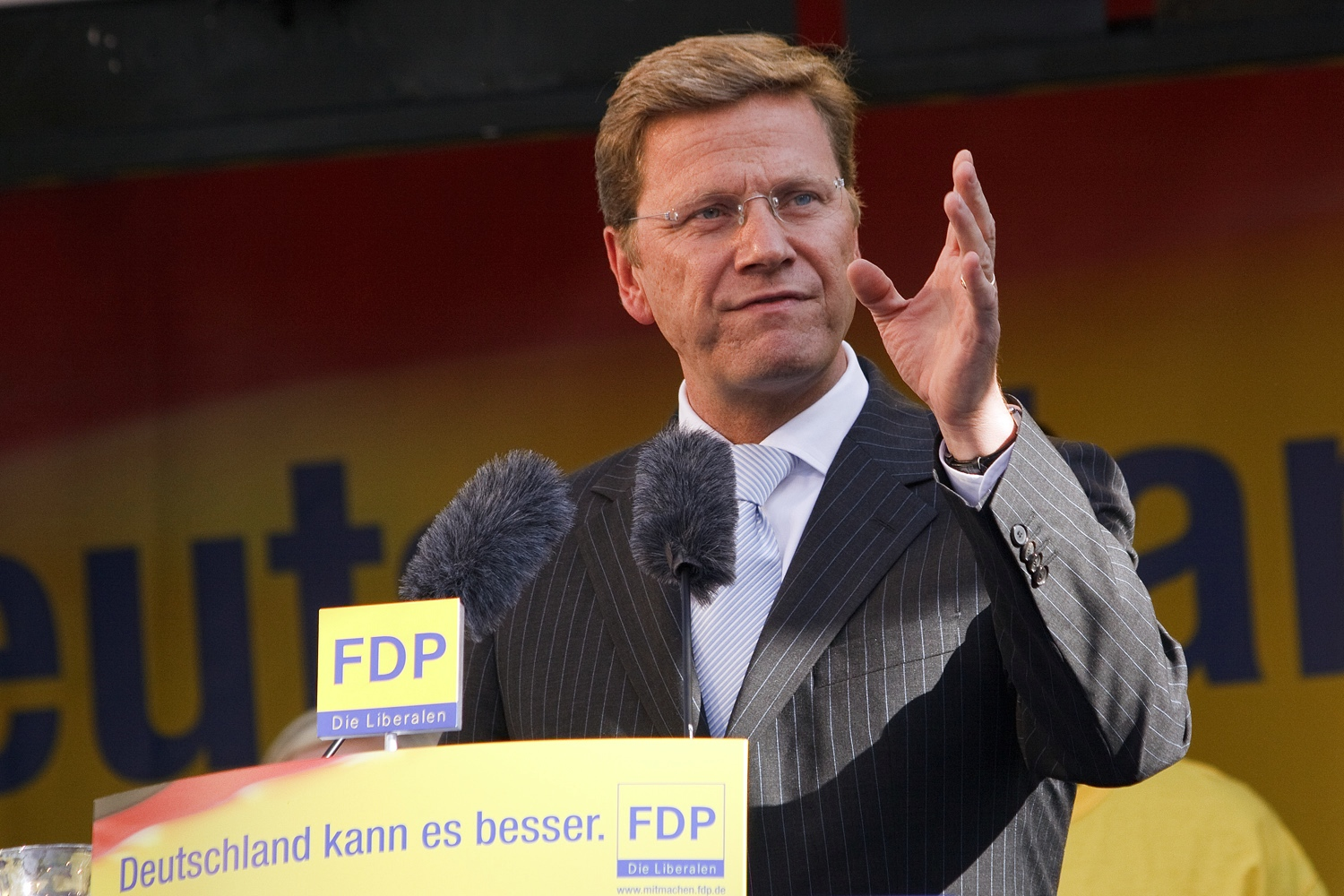
Guido Westerwelle, en campagne à Hamm pour les élections de 2009.

Lors de la campagne des élections fédérales de 2009, il tend à récupérer la frange la plus libérale de l'électorat de la CDU qui serait déçue par son alliance avec le SPD et par les accents résolument centristes du principal parti de la droite allemande à la veille du scrutin. Il met ainsi l'accent sur les mêmes thèmes que lors des précédents scrutins : la baisse des impôts, la dérégulation en matière de droit du travail pour inclure plus de flexibilité dans le marché de l'emploi, la diminution du poids de l'État et de son intervention dans l'économie et la défense du libre-échange. Les chances du parti d'améliorer son score semblent alors plus fortes que jamais, avec des scores oscillant entre 12 et 15 % dans tous les sondages réalisés. Malgré cette stratégie différente de la CDU/CSU en matière de propositions économiques, il exclut très tôt toute formation d'une coalition en feu tricolore (SPD-FDP-Verts), le FDP fermant d'emblée la porte à sa participation à une alliance n'incluant pas les partis chrétiens-démocrates, et cela malgré les attaques parfois sévères dont il fait l'objet de la part de la CSU qui défend tout particulièrement la stratégie centriste de la campagne d'Angela Merkel. Le jour du scrutin, le FDP réalise le plus important score de son histoire avec 14,6 % des voix au scrutin de liste (+4,7 points par rapport à 2005) et 93 sièges (32 de plus que lors du précédent scrutin, il s'agit ainsi de la plus forte progression de ces élections). Le pouvoir revient désormais à une alliance politique plus traditionnelle que la grande coalition : la nouvelle coalition noire-jaune aboutit à la formation, le 28 octobre 2009, du deuxième cabinet d'Angela Merkel, dans lequel Guido Westerwelle est vice-chancelier et ministre fédéral des Affaires étrangères.

#### 2011: les difficultés des libéraux

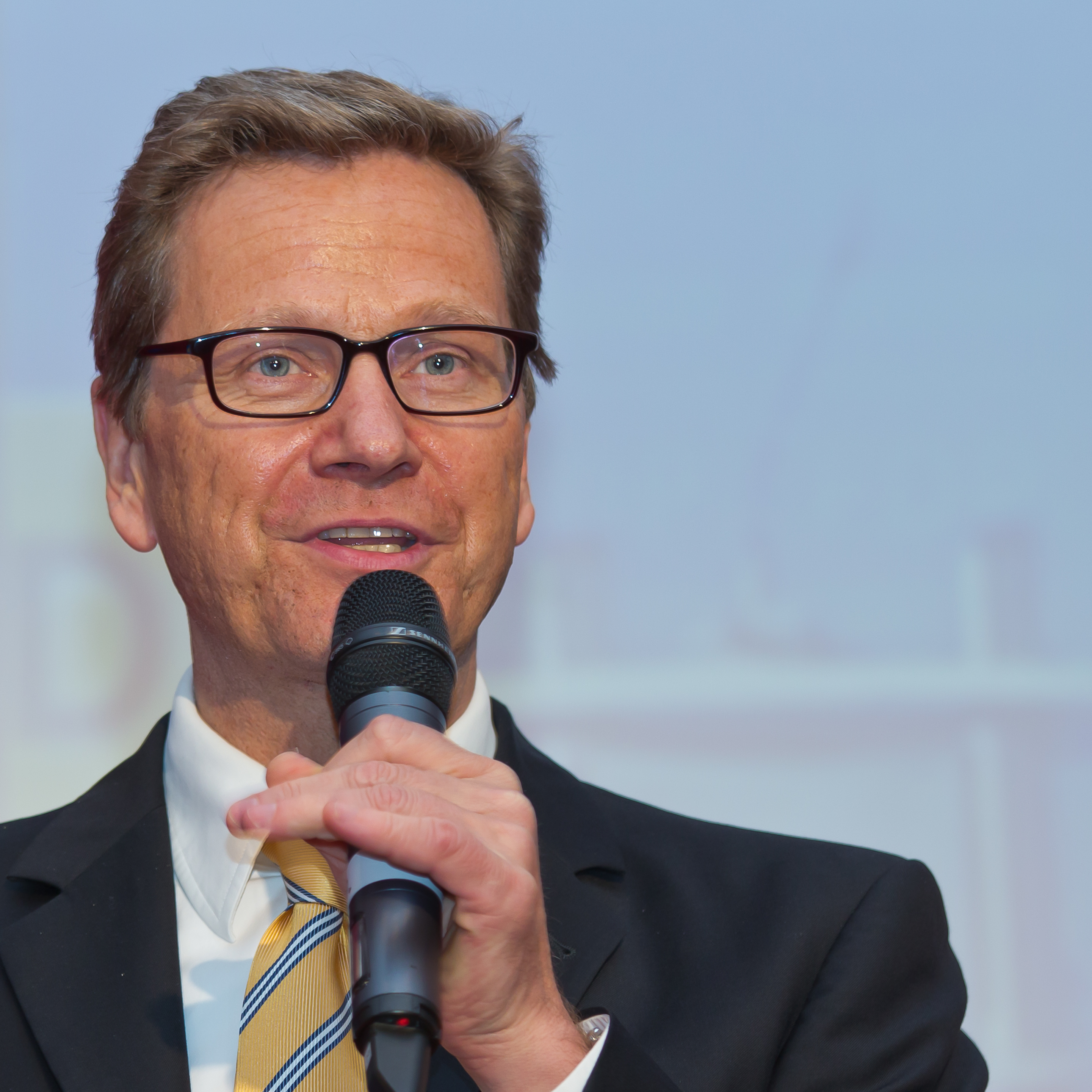
Guido Westerwelle en 2012.

En mars 2011, la FDP subit de lourdes défaites électorales dans plusieurs scrutins régionaux. Dans le Bade-Wurtemberg, le parti divise son score par deux et est contraint de quitter le gouvernement régional. En Saxe-Anhalt et en Rhénanie-Palatinat, il ne franchit pas le seuil des 5 % des voix et n’est donc plus représenté au Landtag. Guido Westerwelle est un ministre impopulaire et critiqué au sein de la FDP ; un sondage affirme que 69 % des électeurs lui attribuent personnellement la responsabilité de la défaite électorale. Le 3 avril 2011, Guido Wersterwelle annonce qu’il renonce à la présidence de la FDP, mais qu'il souhaite rester ministre fédéral des Affaires étrangères. La présidence fédérale du parti, qui se réunit le lendemain, accède à sa demande, mais il fait savoir peu après qu'il cédera le titre et les fonctions de vice-chancelier à son successeur à la direction des libéraux. Rösler le remplace comme vice-chancelier le 12 mai, et le lendemain à la direction du FDP.

## Publications
- (de) Das Parteienrecht und die politischen Jugendorganisationen, Nomos, Baden-Baden, 1994  (ISBN 3789035556)
- (de) Direction de Von der Gefälligkeitspolitik zur Verantwortungsgesellschaft, Econ, Düsseldorf et Munich, 1997  (ISBN 3612265202)
- (de) Neuland. Einstieg in einen Politikwechsel, Econ, Munich, 1998  (ISBN 3430196027)
- (de) Neuland. Die Zukunft des deutschen Liberalismus, Econ, Munich 1999  (ISBN 3-612-26658-6)
- (de) Direction de Mein Buch zur Wahl, Econ, 2002  (ISBN 3548751032)